# Пархомівська сільська рада (Володарський район)
| Пархомівська сільська рада — колишній орган місцевого самоврядування у Володарському районі Київської області з адміністративним центром у с. Пархомівка. Сільській раді підпорядковані населені пункти: - с. Пархомівка |

## Склад ради
Рада складається з 16 депутатів та голови.

### Керівний склад ради
| ПІБ                        | Основні відомості                                                                      | Дата обрання | Дата звільнення |
| -------------------------- | -------------------------------------------------------------------------------------- | ------------ | --------------- |
| Грінцевич Надія Миколаївна | Сільський голова, 1967 року народження, освіта, Всеукраїнське об'єднання 'Батьківщина' | 26.03.2006   | 31.10.2010      |
| Грінцевич Надія Миколаївна | Сільський голова, 1967 року народження, освіта вища                                    | 31.10.2010   |                 |

Примітка: таблиця складена за даними джерела